# Райс, Пэт
Патрик Джеймс «Пэт» Райс (англ. Patrick James Rice; род. 17 марта 1949, Белфаст, Северная Ирландия) — североирландский футболист, защитник, большую часть карьеры провёл в лондонском «Арсенале», кавалер Ордена Британской империи. С 1984 года тренировал сначала молодёжь, затем основную команду, с 1996 года был ассистентом Арсена Венгера, в 2012 году из-за болезни ушёл на пенсию.

## Карьера игрока
Райс родился в Белфасте, но вырос в Лондоне, в юности работал на овощном рынке на Гиллеспи-Роуд, а затем присоединился к юношеской команде «Арсенала» в 1964 году. Профессиональный контракт с «канонирами» подписал в 1966 году и прошёл через все молодёжные команды клуба и резерв, пока не дебютировал за основной состав в Кубке лиги против «Бернли» 5 декабря 1967 года (2:1).
Правый защитник Райс первоначально был игроком запаса, сыграв всего 16 матчей в первые три сезона в «Арсенале», и пропустил Кубок Ярмарок 1969/70, выигранный лондонцами. Тем не менее, в это время он сыграл свой первый матч за сборную Северной Ирландии против Израиля 10 сентября 1968 года. Основным правым защитником «Арсенала» был Питер Стори, но после того как он был переведён в центр полузащиты в начале сезона 1970/71, Райс занял позицию в основе и сыграл почти все оставшиеся матчи сезона. В тот сезон «Арсенал» выиграл Первый дивизион Футбольной лиги и Кубок Англии.
Райс оставался основным правым защитником клуба в остальные сезоны 1970-х годов, сыграв в 1972 году в финале Кубка Англии. В 1977 году Райс стал капитаном «Арсенала» и поднимал над головой Кубок Англии, после того как его команда обыграла в финале «Манчестер Юнайтед» в 1979 году, а также участвовал в проигранных финалах Кубка в 1978 и 1980 годах. Райс является одним из всего лишь трёх игроков «Арсенала», которые играли в финалах пяти Кубков Англии (1970/71, 1971/72, 1977/78, 1978/79, 1979/80), двое других — Дэвид Симен и Рэй Парлор. Райс также привёл «Арсенал» к финалу Кубка обладателей кубков УЕФА 1980, который команда проиграла по пенальти испанской «Валенсии».
Райс продолжал играть за сборную Северной Ирландии: за 11 лет карьеры он провёл за неё 49 матчей, последний — против Англии 17 октября 1979 года, закончился поражением со счётом 1:5. Райс покинул «Арсенал» в 1980 году в возрасте 31 года, сыграв 528 игр за клуб. Он переехал в «Уотфорд» Грэма Тейлора. Сыграв 137 матчей за новый клуб, Райс помог ему подняться в элиту английского футбола в сезоне 1981/82 и стал капитаном команды. Райс забил в первой игре «Уотфорда» в высшем дивизионе в сезоне 1982/83 в ворота «Эвертона», а в 1984 году завершил карьеру.

## Карьера тренера
Райс присоединился к штабу «Арсенала» в 1984 году как тренер молодёжной команды. Эту должность он занимал в течение следующих 12 лет, выиграв Кубок Англии среди молодежи дважды — в 1987/88 и 1993/94 годах. В сентябре 1996 года Райс недолго исполнял обязанности тренера главной команды Стюарта Хьюстона, который сам был исполняющим обязанности после увольнения Брюса Риоха. Под руководством Райса «Арсенал» провёл три матча Премьер-лиги (все были выиграны) и проиграл 2:3 в Кубке УЕФА дома мёнхенгладбахской «Боруссии».
По прибытии Арсена Венгера в конце месяца Райс стал его помощником и сыграл важную роль в успехах клуба в 1990—2000-х годах, в том числе в «дублях» 1997/98 и 2001/02 годов (клуб выигрывал Премьер-лигу и Кубок Англии) и сезоне 2003/04 в Премьер-лиге, в котором «Арсенал» остался непобедимым. Таким образом, Райс наряду с Бобом Уилсоном поучаствовал во всех трёх «дублях» «Арсенала».
5 мая 2012 года было объявлено, что Райс покинет команду после 44 лет в клубе. Последним для него в качестве ассистента главного тренера стал домашний матч «канониров» против «Норвич Сити». Венгер заявил: «Пэт является настоящей легендой „Арсенала“ и почти всю свою жизнь провёл в клубе, демонстрируя верность и преданность ему… Я всегда буду в долгу перед ним за его глубокое понимание философии „Арсенала“ и футбола в целом. И на тренировках, и в дни матчей Пэт всегда был страстным и проницательным коллегой, по которому мы все будем скучать». На должности помощника Венгера Райса сменил другой бывший игрок «Арсенала» Стив Боулд.
В 2013 году Райс стал кавалером Ордена Британской империи за заслуги в спорте.

## Болезнь
В ноябре 2013 года было объявлено, что Райс болен раком.

## Достижения
как игрок:
- Чемпион Англии (1): 1971
- Обладатель Кубка Англии (2): 1971, 1979
- Обладатель Кубка ярмарок (1): 1970

как тренер и ассистент тренера:
- Чемпион Англии (3): 1998, 2002, 2004
- Обладатель Кубка Англии (4): 1998, 2002, 2003, 2005
- Обладатель Суперкубка Англии (2): 2002, 2004
- Чемпион Англии среди молодёжных команд: 1988, 1994